# Daniel Nathans
Ne pas confondre avec Daniel Nathan 
Daniel Nathans, né le 30 octobre 1928 à Wilmington dans le Delaware aux États-Unis et mort le 16 novembre 1999, est un microbiologiste américain. Il reçoit le prix Nobel de médecine en 1978.

## Biographie
Issu d'une famille juive émigrée de Russie, Daniels Nathans fait ses études de médecine à l'université Washington de Saint-Louis dans le Missouri d'où il sort diplômé en 1954. Il intègre ensuite l'université Johns-Hopkins où il mène l'essentiel de sa carrière de chercheur et dont il sera le président entre 1995 et 1996.
En 1978, il est corécipiendaire du prix Nobel de médecine avec Werner Arber et Hamilton Smith pour leurs travaux sur les enzymes de restriction. Il reçoit également la National Medal of Science en 1993.